# نوکومیس (ساسکاچوان)
نوکومیس (به انگلیسی: Nokomis) یک منطقهٔ مسکونی در کانادا است که در ساسکاچوان واقع شده‌است. نوکومیس ۲٫۶۱ کیلومتر مربع مساحت و ۴۳۶ نفر جمعیت دارد.